# Edy de Wilde

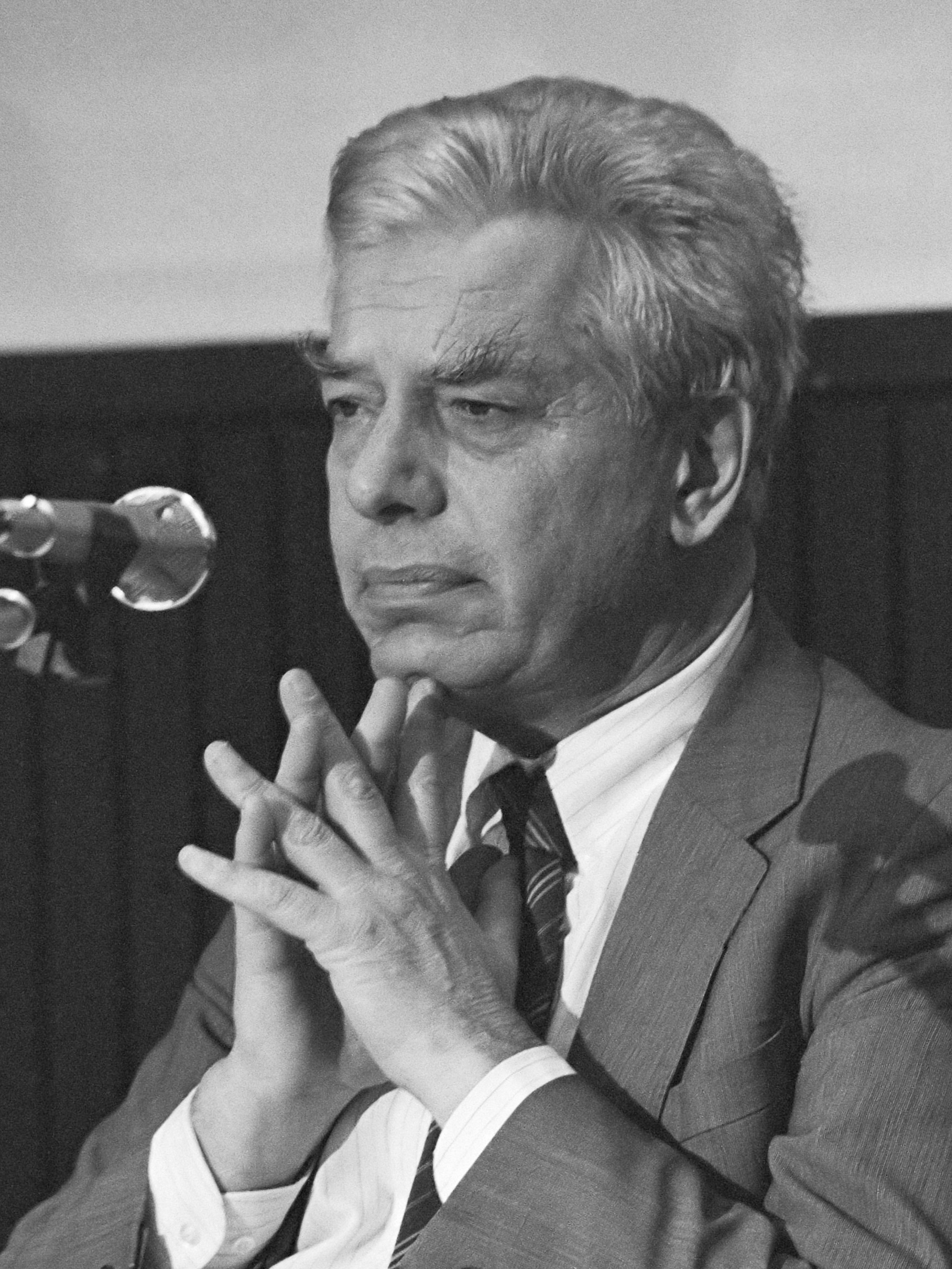
Edy de Wilde (1984)

Eduard Leo Louis (Edy) de Wilde (Nijmegen, 3 december 1919 – Amsterdam, 19 november 2005) was een Nederlands museumdirecteur.

## Levensloop
De Wilde studeerde aan de Universiteit van Nijmegen en hield zich na de Tweede Wereldoorlog namens de Stichting Nederlands Kunstbezit bezig met het achterhalen van tijdens die oorlog gestolen Nederlandse kunstwerken.
Op 26-jarige leeftijd werd hij op 1 juli 1946 directeur van het Van Abbemuseum in Eindhoven. De zonen van de overleden Henri van Abbe waren het niet eens met het beleid van De Wilde omdat hij te weinig aandacht zou schenken aan de door hun vader verzamelde kunstcollectie. Door zijn aankopen van kubistische werken zoals Femme en vert van Picasso (voor het destijds enorme bedrag van bijna 114.000 gulden) en Hommage à Apollinaire van Chagall werd het duidelijk dat hij een voorkeur had voor moderne kunst. Een belangrijke bijdrage aan het museum is De Wildes opbouw van de zogenoemde 'basiscollectie' moderne meesters. Zo kocht hij werk aan van onder anderen Kandinsky, Kokoshka, Delauney, Mondriaan, Braque en Gris.
In 1963 werd hij directeur van het Stedelijk Museum in Amsterdam, waar hij probeerde de moderne en hedendaagse kunst onder een breder publiek toegankelijk en populair te maken. Bij zijn afscheidstentoonstelling La Grande Parade bezochten 400.000 mensen dit overzicht van 20e-eeuwse schilderkunst. In 1985 ging De Wilde met pensioen, waarna Wim Beeren, voorheen directeur bij het Museum Boijmans Van Beuningen, hem opvolgde.
Van 1988 tot en met 2000 was De Wilde bestuurslid van museum De Pont in Tilburg.
De Wilde was getrouwd met de graficus Nono Reinhold. Hij overleed in 2005, twee weken voor zijn 86e verjaardag.